# Campionat d'escacs de Txecoslovàquia
El Campionat d'escacs de Txecoslovàquia era la competició d'escacs que determinava anualment quin era el millor jugador txecoslovac del moment.

## Història
El primer campionat txecoslovac se celebrà a Praga el 1919. Després d'un parèntesi causat per la II Guerra Mundial, en el qual només es va jugar el Campionat de Bohèmia i Moràvia, el campionat nacional es reprengué, i es va mantenir fins al 1992.
Dotze dels torneigs foren organitzats com a oberts internacionals, en els quals s'establia que el jugador txecoslovac millor classificat guanyaria el títol - (aquests torneigs són marcats amb asterisc * a la llista següent, i la posició final al torneig de l'eventual campió és afegida entre parèntesis).

## Llista de campions

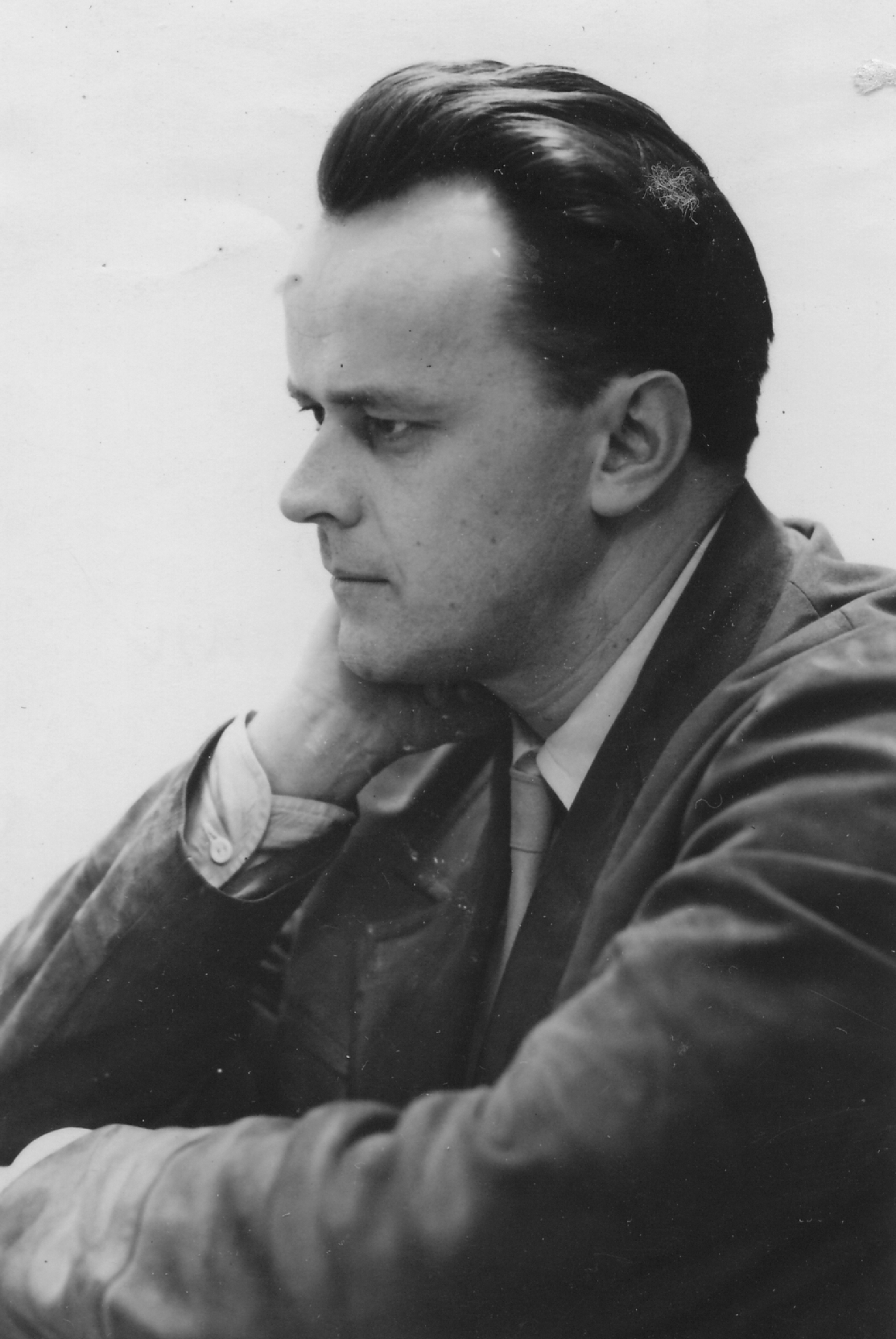
GM Ludek Pachman, 7 cops Campió de Txecoslovàquia

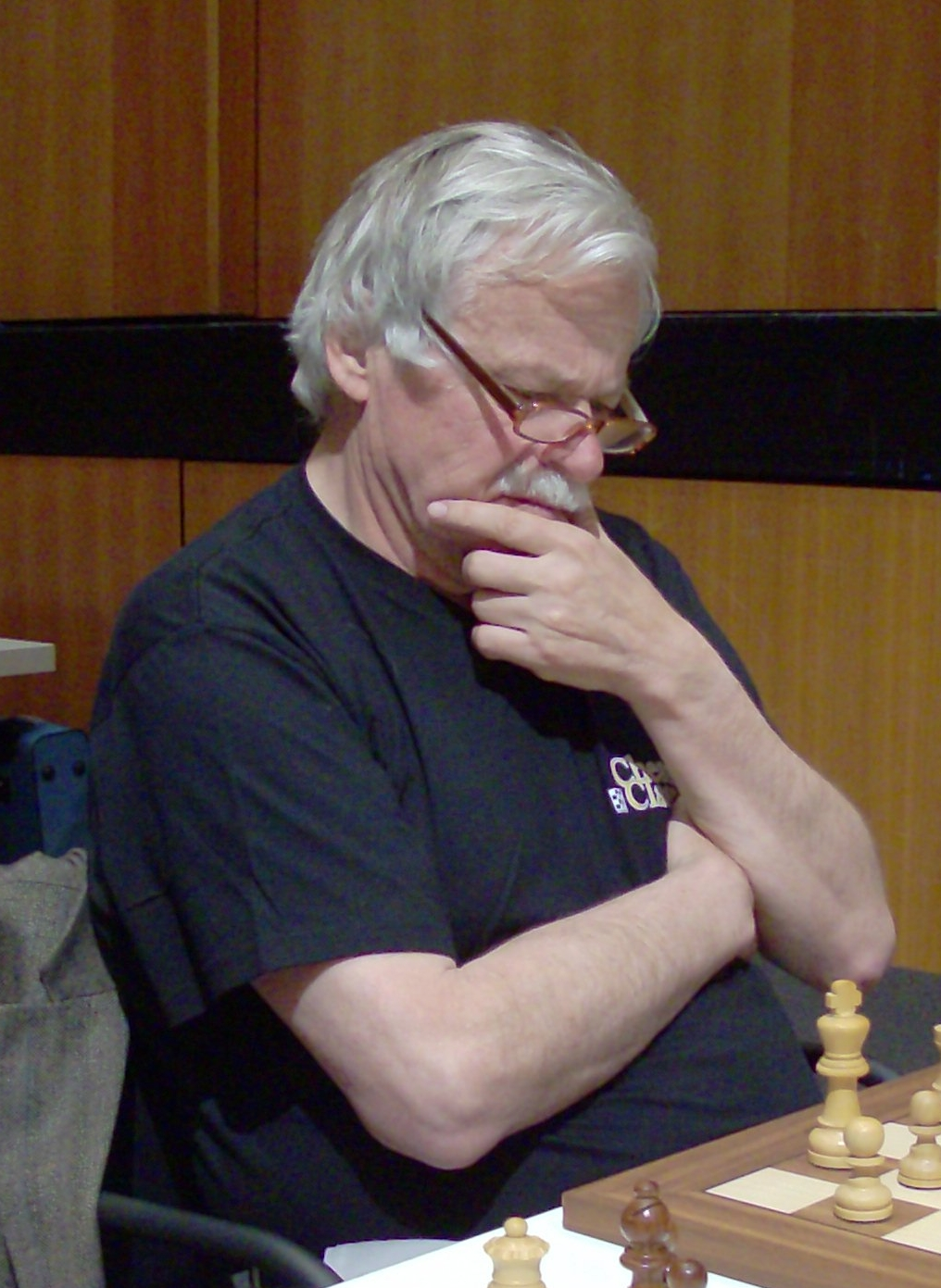
GM Vlastimil Hort, 6 cops Campió de Txecoslovàquia

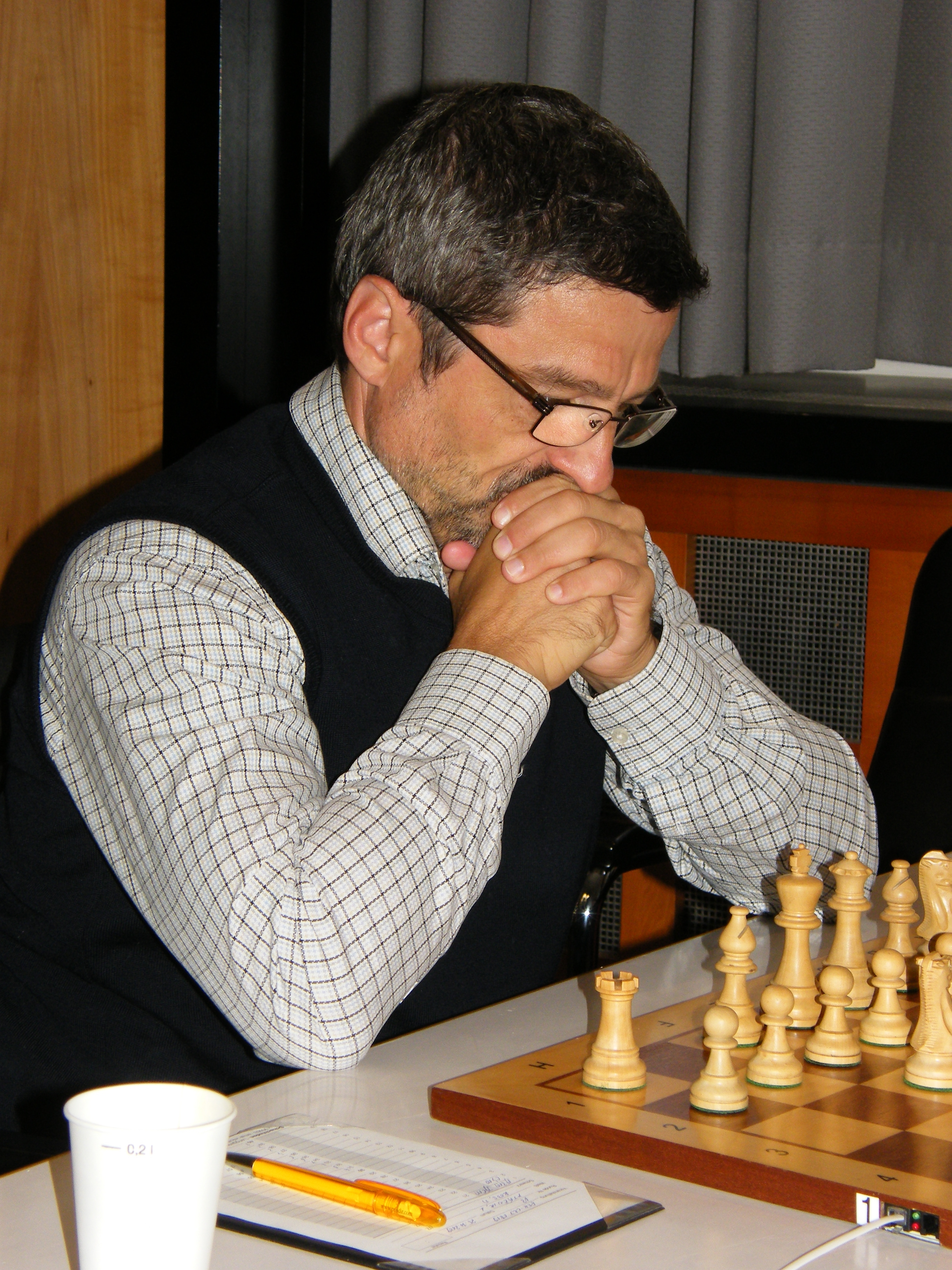
GM Ľubomír Ftáčnik, 5 cops Campió de Txecoslovàquia

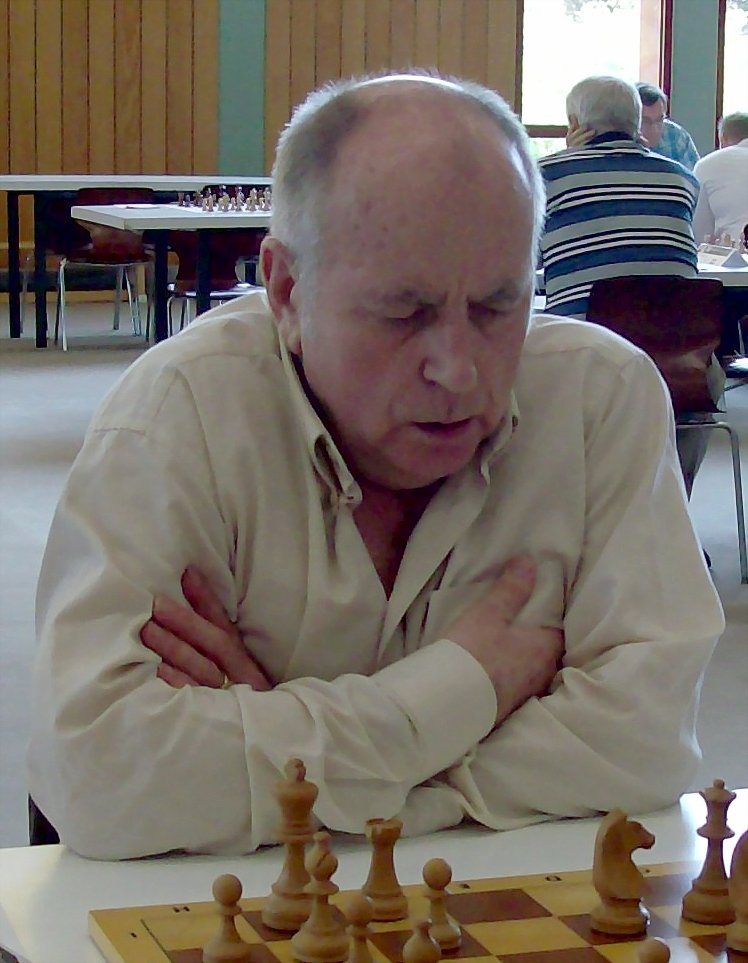
GM Vlastimil Jansa, 3 cops Campió de Txecoslovàquia

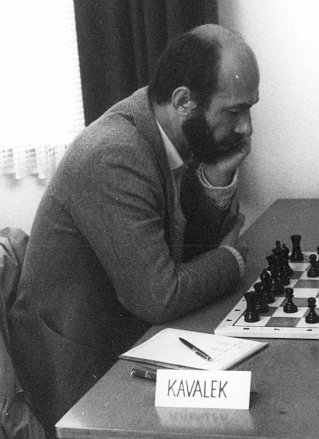
GM Lubomir Kavalek, 2 cops Campió de Txecoslovàquia

| Any  | Ciutat                       | Campió                                      | Campiona                |
| ---- | ---------------------------- | ------------------------------------------- | ----------------------- |
| 1919 | Praga                        | František Schubert                          |                         |
| 1921 | Brno                         | Karel Hromádka                              |                         |
| 1923 | Pardubice                    | Max Walter                                  |                         |
| 1925 | Bratislava                   | Richard Réti                                |                         |
| 1927 | České Budějovice             | Karel Opočenský                             |                         |
| 1929 | Brno                         | Karel Opočenský                             |                         |
| 1931 | Praga                        | Leo Zobel                                   |                         |
| 1933 | Mnichovo Hradiště            | Salo Flohr                                  |                         |
| 1936 | Poděbrady*)                  | Salo Flohr (1r)                             |                         |
| 1938 | Praga                        | Karel Opočenský                             | Růžena Suchá            |
| 1946 | Ostrava                      | Luděk Pachman                               | Nina Hrušková-Bělská    |
| 1948 | Bratislava                   | Emil Richter                                | Nina Hrušková Bělská    |
| 1950 | Gottwaldov (actualment Zlín) | Miroslav Filip                              |                         |
| 1951 |                              |                                             | Růžena Suchá            |
| 1952 | Tatranská Lomnica            | Miroslav Filip                              | Nina Hrušková-Bělská    |
| 1953 | Praga                        | Luděk Pachman                               | Nina Hrušková-Bĕlská    |
| 1954 | Praga                        | Miroslav Filip                              | Růžena Suchá            |
| 1955 | Praga                        | Ján Šefc                                    | Kveta Jeništová-Eretová |
| 1956 | Poděbrady                    | Ladislav Alster Nina Hrušková-Bělská        |                         |
| 1957 | Praga                        | Luděk Pachman                               | Dana Prashilova         |
| 1959 | Bratislava                   | Luděk Pachman                               | Inna Veselá             |
| 1960 | Ostrava                      | Jiří Fichtl                                 | Kveta Jeništová-Eretová |
| 1961 | Košice                       | Luděk Pachman                               | Kveta Jeništová-Eretová |
| 1962 | Jablonec nad Nisou           | Lubomír Kaválek                             | Kveta Jeništová-Eretová |
| 1963 | Praga                        | Luděk Pachman                               | Kveta Jeništová-Eretová |
| 1964 | Brno                         | Vlastimil Jansa                             | Kveta Jeništová-Eretová |
| 1965 | Pardubice                    | Josef Augustin                              | Jana Malipetrova        |
| 1966 | Harrachov*)                  | Luděk Pachman (3r)                          | Kveta Jeništová-Eretová |
| 1967 | Bratislava                   | Július Kozma                                | Jana Malipetrova        |
| 1968 | Luhačovice                   | Lubomír Kaválek                             | Stepanka Vokřálová      |
| 1969 | Luhačovice*)                 | Vlastimil Hort (3r)                         |                         |
| 1970 | Havířov                      | Vlastimil Hort                              | Stepanka Vokřálová      |
| 1971 | Luhačovice*)                 | Vlastimil Hort (1r)                         |                         |
| 1972 | Třinec                       | Vlastimil Hort                              | Stepanka Vokřálová      |
| 1973 | Luhačovice*)                 | Jan Smejkal (1r)                            |                         |
| 1974 | Rimavská Sobota              | Vlastimil Jansa                             | Margita Polanová        |
| 1975 | Brno*)                       | Vlastimil Hort (1r) Kveta Jeništová-Eretová |                         |
| 1976 | Ostrava                      | Eduard Prandstetter                         | Kveta Jeništová-Eretová |
| 1977 | Děčín*)                      | Vlastimil Hort (3r)                         | Stepanka Vokřálová      |
| 1978 | Mariánské Lázně              | Eduard Prandstetter                         | Stepanka Vokřálová      |
| 1979 | Trenčianske Teplice          | Jan Smejkal                                 | Eliška Richtrová        |
| 1980 | Trnava                       | Jan Ambrož                                  | Eliška Richtrová        |
| 1981 | Hradec Králové*)             | Ľubomír Ftáčnik (2n)                        | Eliška Richtrová        |
| 1982 | Frenštát pod Radhoštěm       | Ľubomír Ftáčnik                             | Eliška Richtrová        |
| 1983 | Bratislava*)                 | Ľubomír Ftáčnik (2n)                        | Hana Modrová            |
| 1984 | Šumperk                      | Vlastimil Jansa                             | Jana Hájková            |
| 1985 | Trenčianske Teplice*)        | Ľubomír Ftáčnik (2n)                        | Petra Kišova            |
| 1986 | Praga                        | Jan Smejkal                                 | Kveta Jeništová-Eretová |
| 1987 | Námestovo*)                  | Eduard Meduna (2n)                          | Jana Hájková            |
| 1988 | Třinec                       | Pavel Blatný                                | Eliška Richtrová        |
| 1989 | Praga*)                      | Ľubomír Ftáčnik (2n)                        | Petra Kišova            |
| 1990 | Brno                         | Pavel Blatný                                | Jana Hájková            |
| 1991 | Bratislava                   | Igor Gažík                                  | Eva Repková             |
| 1992 | Praga                        | Vítězslav Rašík                             | Petra Kišova            |

## Campions d'escacs per correspondència
I., II., III., IV. Sense dades. 

V. Vlastimil Jansa (1953-1954) 

Vi. Vladimir Mahel, Josef Bradza (1955-1956) 

VII. Josef Bradza (1957-1958) 

VIII. Josef Snajdr (1959-1960) 

IX. Josef Smrcka (1961-1962)  

X. Josef Snajdr (1963-1964)  

XI. Josef Nun (1965-1966) 

XII. Josef Nun (1967-1968) 

XIII. Emil Vitasek (1969-1970)  

XIV. Josef Franzen (1971-1972) 

XV., XVI. Sense dades 

XVII. Josef Hrach (1977-1978) 

XVIII. Igor Privara (1979-1980)  

XIX. Milan Manduch (1981-1982)  

XX. Pavel Miskovsky (1983-1984) 

XXI. Peter Marczell (1985-1986)  

XXII. Milan Mraz (1987-1988)  

XXIII. Jan Slovak (1989-1990)  

XXIV. Petr Laurenc (1991-1992).

## Diversos cops guanyadors
- 7 títols: Luděk Pachman (1946-1966)
- 6 títols: Vlastimil Hort (1969-1977)
- 5 títols: Ľubomír Ftáčnik (1981-1989)
- 3 títols: Miroslav Filip (1950-1954), Vlastimil Jansa (1964-1984), Karel Opočenský (1927-1938), Jan Smejkal (1973-1986)